# لوتشيان مولر
لوتشيان مولر (بالألمانية: Lucian Müller)‏ هو عالم لغوي كلاسيكي ألماني، ولد في 17 مارس 1836 في مرسيبورغ في ألمانيا، وتوفي في 24 أبريل 1898 في سانت بطرسبرغ في روسيا.